# Chen Yen-Ming
Chen Yen-Ming (30 de septiembre de 1993) es un deportista taiwanés que compitió en taekwondo. Ganó una medalla en los Juegos Asiáticos de 2014 en la categoría de –63 kg.

## Palmarés internacional
| Representando a China Taipéi |                         |                   |           |
| Juegos Asiáticos             |                         |                   |           |
| Año                          | Lugar                   | Medalla           | Categoría |
| 2014                         | Incheon (Corea del Sur) | Medalla de bronce | –63 kg    |